# Benoît Bertrand
Pour les articles homonymes, voir Bertrand.
Benoît Bertrand, né le 1er juin 1960 à Nantes, alors dans la Loire-inférieure (aujourd'hui Loire-Atlantique), est un prélat catholique français, évêque du diocèse de Mende depuis 2019 et nommé au diocèse de Pontoise le 4 juin 2024.

## Biographie
Après avoir obtenu un doctorat en pharmacie, Benoît Bertrand entame ensuite des études en vue du sacerdoce notamment au séminaire français de Rome. Il est ordonné prêtre pour le diocèse de Nantes le 29 juin 1991. Il y exerce dans un premier temps comme aumônier des étudiants. Il est ensuite professeur dans le séminaire d'Angers et le Grand séminaire Saint-Jean de Nantes dont il devient Recteur en 2004. En 2010, il est nommé vicaire général du diocèse de Nantes.

### Épiscopat
Le 17 janvier 2019, le pape François le nomme évêque de Mende où il succède à Mgr François Jacolin, nommé évêque de Luçon en mai 2018. Il reçoit l'ordination épiscopale le 3 mars à Mende, des mains de Mgr Pierre-Marie Carré, archevêque de Montpellier, assisté de Mgr François Jacolin, évêque de Luçon et prédécesseur de Mgr Bertrand comme évêque de Mende et de Mgr Jean-Paul James, évêques de Nantes.
En mai 2022, Mgr Benoît Bertrand, est chargé de conduire une visite pastorale auprès de la Communauté Saint-Martin, assisté de Mgr André Marceau, ancien évêque de Nice, et de la provinciale pour la France des religieuses de l’Assomption, Anne Descours,,.
Depuis 2022 également, Benoît Bertrand préside la commission doctrinale de la Conférence des évêques de France.
Le 4 juin 2024, il est nommé évêque du diocèse de Pontoise, prenant la suite de Stanislas Lalanne, qui démissionne pour raison d'âge,,. Sa messe d'installation se déroule le 15 septembre dans le parc de l'Institution Saint-Stanislas à Osny, elle est présidée par de Laurent Ulrich, archevêque métropolitain de Paris, en présence de Celestino Migliore, nonce apostolique en France. Il prend possession de sa cathèdre en la cathédrale Saint-Maclou de Pontoise, à l'occasion d'une première messe le 22 septembre 2024.
Le 3 avril 2025, Benoît Bertrand et Vincent Jordy sont élus vice-présidents de la Conférence des évêques de France pour épauler le cardinal Jean-Marc Aveline à la tête de l’épiscopat français.

## Ministère
- 1991-1994 : Études en théologie, vicaire dominical à Vigneux-de-Bretagne (Nantes)
- 1994-1996 : Professeur de théologie morale et directeur au séminaire de 1er cycle (Angers)
- 1996-2004 : Professeur de théologie morale et directeur au Grand séminaire Saint-Jean (Nantes)
- 2000-2004 : Responsable de la formation permanente des prêtres (Nantes)
- 2004-2010 : Recteur du Grand séminaire Saint-Jean (Nantes)
- 2010-2019 : Vicaire général du diocèse de Nantes
- 2019-2024 : Évêque de Mende
- 2024-......... : Évêque de Pontoise